# Sherardizzazione
La sherardizzazione è un trattamento termochimico diffusivo dello zinco che deriva il nome da Sherard Osborn Cowper-Coles.

## Storia
La scoperta della sherardizzazione avvenne per caso a fine '800, mentre egli stava ricuocendo acciai che aveva cosparso di polvere di zinco per isolarli dall'aria. Il metallo fu infine scoperto ricoperto di un sottile strato di zinco con una certa penetrazione superficiale. Il primo brevetto per il processo fu depositato nel 1900, e posteriormente furono venduti i diritti americani fondando nel 1908 una compagnia per controllarli. Allestì quindi una fabbrica nel Chelsea (Londra), per sviluppare il processo al punto da poterlo portare a scala commerciale in una fabbrica in Willesden, dove viene ancora oggi praticata dalla Zinc Alloy Company (London) Ltd. Il processo originale era alquanto complicato e costoso, problema superato odiernamente con l'uso minore o nullo di sostanze chimiche preparatorie, che ne abbassano anche l'impatto ambientale.

## Processo
Il processo può consistere in sherardizzazione gassosa, cioè esposizione dei pezzi ai vapori di zinco usando un gas riducente per prevenire l'ossidazione del materiale sherardizzato. 
La sherardizzazione solida invece avviene "in cassetta" a temperature non superiori a quella di fusione dello zinco (420 °C), sottoponendo gli oggetti a rotazione, insieme con 20-25% di polvere di zinco (grigio di zinco) e qualche coadiuvante (tipicamente sabbia bianca e naftalene), entro un cilindro chiuso girevole, scaldato all'esterno tipicamente a 320-400 °C per 6-8 ore. L'operazione dura da una a dieci ore a seconda degli oggetti, che comunemente sono di piccole dimensioni e di forma varia. Il grigio di zinco che si adopera è quella commerciale e contiene l'82-85 % di metallo. Se si vuole usare lo zinco duro proveniente dalla zincatura termica, lo si deve dapprima sottoporre ad uno speciale procedimento di purificazione e granulazione.
Il risultato negli acciai è la formazione uniforme in superficie di uno strato con delle fasi di lega Zn-Fe, adatte alla protezione dalla corrosione, che deve apparire chiaro, pulito, continuo, non deve mostrare sfogliature e deve possedere uno spessore costante. Lo zinco infatti trovandosi più in basso dell'acciaio nella serie galvanica dei metalli (è anodico rispetto all'acciaio in quanto ha potenziale di riduzione più basso) in presenza di un elettrolita si corroderà al posto suo, "sacrificandosi' e fungendo da barriera. Come tale si corrode molto più velocemente negli stage iniziali, mano mano passivandosi con un caratteristico by-film di ossido protettivo che abbassa il fattore di corrosione dello zinco al 10-20% di quello dell'acciaio: globalmente quindi la lega un fattore di corrosione medio abbassato in modo direttamente proporzionale alla profondità dello spessore efficace cementato, e tende a ossidarsi linearmente con la durata dell'esposizione. Questo strato di lega può essere successivamente trattato con fosfato di zinco, con risultato una superficie grigia pulita, passivata e opaca. In aggiunta poi possono essere utilizzati stagno, vernici, lubrificanti speciali, o vernici organiche (duplex coating systems) per migliorare la resistenza a corrosione, l'aspetto esteriore o il coefficiente di attrito.
Secondo le norme UNI 5464-69 (vedi anche BS EN 13811::2003) si hanno tre classi di sherardizzazione: con 5-10 µm, con 10-30 µm e con oltre 30 µm. Al maggior spessore corrisponde maggior resistenza alla corrosione. La misura dello spessore può essere effettuata con il metodo micrografico, con quello "chimico" o con quello "magnetico". Il controllo dell'uniformità si esegue solo per spessori > 30 micron con la prova di Preece: il campione viene immerso 4 volte nella soluzione rameica, ogni volta per la durata di un minuto ; durante l'immersione né il pezzo, né la soluzione devono essere mossi. Dopo ogni immersione il campione deve essere immediatamente lavato in acqua corrente e ogni deposito scuro deve essere rimosso con una spazzola morbida non metallica, facendo attenzione di ripulire bene tutti gli incavi. Si asciuga il pezzo con carta da filtro e si rimette subito nella soluzione. Se non compare un deposito rosso continuo di rame metallico, il campione ha superato la prova. Se appare un deposito rosso continuo di rame metallico, questo deve essere controllato nei riguardi dell'aderenza mediante immersione in acido cloridrico (1:10) per 15 secondi, seguita da immediato lavaggio in acqua corrente e sfregamento con spazzola morbida non metallica. Se il rame viene rimosso e non appare la superficie ferrosa, la prova si considera positiva.